# Igești (okręg Vrancea)
Igești – wieś w Rumunii, w okręgu Vrancea, w gminie Țifești. W 2011 roku liczyła 260
mieszkańców.